# Георги Василев – Гочо
Георги Първанов Василев–Гочо е бивш български футболист, нападател, състезател на националния отбор. Клубна легенда на Локомотив (Пловдив). Василев е основна фигура за черно-белите в продължение на 15 сезона като записва 386 мача и отбелязва 115 гола. С националния отбор на България печели сребърен медал на Олимпийските игри през 1968 г. Рекордьор е по отбелязани голове в пловдивското дерби срещу Ботев Пловдив – 13 гола в 27 срещи.

## Биография
Роден е през 1944 година. във Валовища (Демирхисар), Гърция, където майка му и баща му са били учители. Израства в Неврокоп. Рождената дата в личната му карта е 9 юни 1945 година, а месторождението – валовищкото село Радово. Подмладяването е направено, за да може Гочо да играе и да стане шампион на Балканиадата за младежи в Солун през 1969 година. Опитва се да си върне истинската рождена дата, но не успява.
Георги Василев е дипломиран агроном от ВСИ и магистър от Националната спортна академия.

## Кариера
Започва кариерата си на 16 години в Пирин (Гоце Делчев) и веднага става голмайстор на тима. Оттам е трансфериран в Локомотив (Пловдив). Играе за пловдивчани от 1965 до 1980 година и за Пирин (Гоце Делчев) от 1980 до 1986 година. Става Вицешампион с Локомотив (Пловдив) през 1973 г. и Бронзов медалист през 1969 и 1974 година. Има 386 мача и 115 гола за Локомотив (Пловдив) в А група, което го нарежда на второ място по изиграни мачове и на трето по реализирани голове в историята на клуба. Има също 28 мача и 6 гола в турнира за Купата на УЕФА за Локомотив (Пловдив). В А националния отбор има 17 мача и 4 гола, а за младежкия национален отбор има 6 мача и 2 гола. Георги Василев е рекордьор по отбелязани голове в пловдивското дерби срещу Ботев Пловдив – 13 гола в 27 срещи.
Сребърен медалист от Олимпийските игри през 1968 година в Мексико и Балкански шампион за младежи през 1969 г. Награден със сребърен орден на труда през 1968 г. и „Почетен знак на град Пловдив“ през 2019 г.
Физически силен, пробивен и непредсказуем футболист, добър реализатор на голове. Достига забележително спортно дълголетие – до 1986 г. играе за отбора на Пирин (Гоце Делчев).
След приключване на състезателната си кариера изпълнява различни длъжности в Локомотив (Пловдив) – помощник-треньор е през 1993/1994 и 2003/2004 година, главен мениджър през 1992/1993 година, технически директор през 1995 – 1997 година и треньор на юноши старша възраст.

## Успехи
България
- Сребърен медалист (1 път) – Олимпийски игри 1968
- Балкански Шампион за младежи (1 път) – 1969

Локомотив Пловдив
- Вицешампион (1 път) – 1972/73
- Бронзов медалист (2 пъти) – 1968/69, 1973/74

Индивидуални отличия
- Сребърен орден на труда – 1968
- Почетен знак на град Пловдив – 2019